# Neemuch (huyện)
Huyện Neemuch là một huyện thuộc bang Madhya Pradesh, Ấn Độ. Thủ phủ huyện Neemuch đóng ở Neemuch. Huyện Neemuch có diện tích 4267 ki lô mét vuông. Đến thời điểm năm 2001, huyện Neemuch có dân số 725457 người.